# Ambient house
Ambient house es un género musical que surgió por primera vez a finales de la década de los 80. Es un subgénero de la música house, que combina elementos del acid house y música ambiental. Las melodías del género ambient house tienen la típica característica de encontrarse en ritmos four-on-the-flour, con sintetizadores y voces integradas en un estilo atmosférico. Las melodías del ambient house en general carecen de un centro diatónico y tienen la característica de tener mucha tonalidad larga con acordes sintetizados.

## Historia
En 1989, Paul Oakenfold interpretaba el acid house en club nocturno de Inglaterra Heaven, y el Dr. Alex Paterson hacía lo mismo con el chill-out en el White Room. Allí, Paterson — que pronto estaría al frente de The Orb — pinchaba a la vez canciones de Brian Eno, Pink Floyd y 10cc a un volumen bajo y con proyecciones de vídeo en multipantalla. Alrededor de la misma época, en la zona medieval East End de Londres, se hacían fiestas llamadas Spacetime en Cable Street. Estas fiestas, organizadas por Jonah Sharp, fueron diseñadas para animar a la conversación más que para bailar, y también presentaba a Mixmaster Morris.
El movimiento ambient house comenzó a finales del decenio de 1980 debido en gran parte a la demanda de post-raves de música come-down. Fue fundado principalmente por los miembros de The Orb Jimmy Alex y Paterson Cauty.[cita requerida] Bebió de muchas influencias entre ellas: Steve Reich, Brian Eno, la música reggae, rock psicodélico de 1970, incluyendo la de Pink Floyd. Inspirado por la música house tocada por DJ como Larry Mr. Fingers Heard, Paterson y Cauty comenzaron a pinchar y componer música experimental. The Orb estableció el género en 1989 como DJs at the Land of Oz, con base en Heaven.[cita requerida] Después de una sesión de grabación con John Peel más tarde ese año, The Orb publicó el trabajo de 21 minutos A Huge Ever Growing Pulsating Brain That Rules from the Centre of the Ultraworld, que contenía «brillante, translúcidos sonidos» y «golpes de teclados, así como pesados samplers de «Loving You» de Minnie Riperton. Fuera de las sesiones de Paterson y las sesiones de Cauty en Trancetral estudio, se publicó el álbum de Cauty y Bill Drummond como The KLF Chill Out — en el que no queda como compositor Paterson. Posiblemente el primer álbum ambient house, The Grove Dictionary of Music lo describe como si «una versión de la cultura pop de los 1980s de la música concreta.» Después de separarse de The Orb, Cauty terminó trabajando en su propio álbum Space, y Paterson con The Orb creó el sencillo «Little Fluffy Clouds»; ambos importantes trabajos de ambient house. En 1991, The Orb publicó el álbum The Orb's Adventures Beyond the Ultraworld, que incluía dos de sus anteriores sencillos. Combinando sintetizadores moog con coros religiosos y grabaciones del lanzamiento del Apollo 11, The Orb popularizó el sonido spacy del ambient house.
Mientras que The KLF se retiró en 1992, The Orb publicó su más exitoso sencillo de música ambient house «Blue Room«, que alcanzó el puesto número 8 en UK Single Chart. Con cuarenta minutos, fue el sencillo más largo en alcanzar la lista de ventas en Reino Unido. Una versión editada apareció en el álbum de The Orb U.F.Orb más tarde ese año. En los años siguientes a la publicación de su álbum en directo, Live 93, The Orb abandonó el sonido ambient house y abrazó un música más «metálica».
El sonido ambient music fue abrazado por muchos artistas como Juno Reactor, Pete Namlook, Aphex Twin y Tetsu Inou.

## Artistas principales de ambient house
- The Orb
- The KLF
- Tetsu Inoue
- Juno Reactor
- Global Communication
- Biosphere
- System 7
- Aphex Twin
- Boards of Canada
- Microesfera

## Álbumes clave
- The Orb - A Huge Ever Growing Pulsating Brain That Rules from the Centre of the Ultraworld (1989/1990)
- Jimmy Cauty - Space (1990)
- The KLF - Chill Out (1990)
- Biosphere - Microgravity (1991)
- The Orb - Adventures Beyond the Ultraworld (1991)
- The Orb - U.F.Orb (1992)
- The Irresistible Force - Flying High (1992)
- Pete Namlook - Air (1993)
- Tetsu Inoue - Ambiant Otaku (1994)